# Intelink
Intelink — группа защищённых интранет-сетей, используемых разведывательным сообществом США. Первый фрагмент Intelink был создан в 1994 году с использованием Интернет-технологий (но без подключения к общедоступному Интернету) с целью улучшения сотрудничества разведывательных организаций США. За время существования Intelink стал важным инструментом для обмена информацией и взаимодействия. Intelink охватывает защищённые совершенно секретные, секретные и несекретные компьютерные сети. Одной из ключевых частей Intelink является Интеллипедия, онлайновая система для совместного обмена данными, разработанная на движке MediaWiki. Intelink использует WordPress в качестве инструмента для ведения блогов.

## Интранет-сети Intelink

### Intelink-U
Intelink-U (Intelink-SBU) — сеть, предназначенная для передачи чувствительной, но не секретной информации (англ.  sensitive but unclassified, SBU), созданная для использования американскими федеральными и местными органами власти, а также разведки на основе открытых источников. До 2006 система называлась Open Source Information System. Intelink-U работает в сети DNI-U.

### Intelink-S
Intelink-S (Intelink-Secret или Intelink-SIPRNet) является сетью для передачи секретной информации и используется в основном министерством обороны, государственным департаментом и министерством юстиции. Intelink-S работает в сети SIPRNet.

### Intelink-TS
Intelink-TS (Intelink-SCI) является сетью разведывательного сообщества США, в которой производится обмен данными наивысшего уровня секретности — «Совершенно секретно/совершенно секретно особой важности» англ. Top Secret/Sensitive Compartmented Information). Intelink-TS работает в сети JWICS.

### Intelink-P
Intelink-P (Intelink-PolicyNet) находится в ведении ЦРУ США в качестве основного канала передачи данных из ЦРУ в Белый дом и другим высокопоставленным потребителям разведывательной информации. В настоящее время Intelink-P чаще называют CapNet.

### Intelink-C
Intelink-C (Intelink-Commonwealth) служит для обмена данными уровня «Совершенно секретно/совершенно секретно особой важности» между разведывательными сообществами США, Великобритании, Канады, Австралии и Новой Зеландии. В настоящее время Intelink-C чаще именуют Stone Ghost.

## В документальной и художественной литературе
В 1999 году Ф. Т. Мартин написал книгу об Intelink под названием «Как разведка США создала Intelink — крупнейшую и самую защищённую в мире компьютерную сеть» (англ. How U.S. Intelligence Built INTELINK - The World's Largest, Most Secure Network) — согласно характеристике автора, взгляд изнутри на создание глобальной супербезопасной сети разведывательного сообщества США, ранее никогда не публиковавшийся. С 2004 года эта книга больше не переиздавалась, но некоторые отзывы пользователей можно найти на Amazon.com.
В автобиографическом романе Р.Марсинко Воин-разбойник главный герой использует Intelink во время выполнения задания по борьбе с внутренним терроризмом в США.
В романе Тома Клэнси Вектор угрозы один из персонажей находит уязвимость в Remote Desktop Protocol компании Microsoft, что позволяет ему проникнуть в сеть Intelink-TS.